# 长治市第一中学
长治市第一中学，简称长治一中，是山西省长治市教育局所属的一所全日制完全中学，也是山西省首批重点中学。

## 历史
长治市第一中学创办于1912年，前身是山西省立第四师范学校，1952年正式更名为长治市第一中学，2009年被省教育厅评为山西省示范高中。

## 校训·办学理念
- 校训：厚德 博学 尚文 树理
- 办学理念：对每个学生负责

## 杰出校友
- 赵树理：中国现代小说作家
- 牛憨笨：中国工程院院士
- 王东满：当代作家